# 青春デンデケデケデケ
『青春デンデケデケデケ』（せいしゅんデンデケデケデケ）は、芦原すなおの青春小説。1991年1月、河出書房新社より刊行された。
1960年代の四国・観音寺市が舞台で、ベンチャーズの影響を受けた少年が高等学校入学後、ロックバンドを結成し、ロックに明け暮れるメンバー4人の高校生活を描いている。題はベンチャーズの曲でおなじみのトレモロ・グリッサンド奏法のオノマトペから。
1990年に第27回文藝賞、1991年には第105回直木三十五賞（直木賞）を受賞し、1992年には同名にて大林宣彦の監督で映画化された。また、2007年にはサダカネアイコにより漫画化、ジャニーズJr.のバンドユニットQuestion?の主演で舞台化もなされた。
2021年に、主人公の「その後」を描いた続編（『デンデケ・アンコール』）が刊行されている。

## あらすじ
時は1965年3月、香川県観音寺市に住む高校進学を控えた少年・藤原竹良（ちっくん）は、ラジオから流れてきたベンチャーズの「パイプライン」の「デンデケデケデケ」というイントロに「電気的啓示」を受け、ロックミュージックに憧れる。高校に進学した竹良は、魚屋育ちの白井清一、寺の跡取りの合田富士男、練り物屋の息子の岡下巧といった一癖ある仲間を誘ってロックバンドを結成する。しかし彼らには楽器がなく、夏休みのアルバイトでお金を稼いで楽器を手に入れ、いざ練習となると場所の確保に一苦労…といった苦難を乗り越え、ようやくバンド『ロッキング・ホースメン』の活動がスタートする。祖谷渓での夏休みの合宿、岡下の初恋話、バンドの技術顧問となる「しーさん」（谷口静夫）との出会い、親しい先生との死別などを経験しながらバンドは街のスナック「ウエスト・ビレッジ」の開店イベントでデビューを果たす。そして3年生の文化祭のコンサートを成功させた。文化祭の後、メンバーはそれぞれの進路に向かって準備を始め、バンドの活動は低調なものとなる。竹良は東京の大学を進路に定めたものの、バンドがなくなることへの不安や、他のメンバーがそれを気にしていないことへの違和に淋しさを募らせる。受験のための上京を翌朝に控え、「逃げ出したくなった」竹良は家族にも告げずに朝から「バンドゆかりの地」を一人で巡った。観音寺に戻ってきた竹良をバンドのメンバーが出迎える。彼らは竹良に「終身バンド・リーダー」の称号を贈った。励ましを受けた竹良は次の日、受験に旅立ったのだった。

## 文藝賞版（河出版）と「私家版」
本作品は当初原稿用紙約800枚の分量であった。一読した編集者が文藝賞への応募を薦めたが、応募規定は原稿用紙400枚以内であったため、それに合わせて修正が施された。これが最初の発表形で、文藝賞・直木賞を受賞し、映画のベースになったのはこのバージョンである。なお、純文学雑誌である『文藝』の掲載作品が芥川賞ではなく直木賞を受賞したのは史上初めて、同誌を含む、いわゆる文芸5誌としても、1954年の梅崎春生『ボロ家の春秋』（「新潮」掲載）、1976年の三好京三『子育てごっこ』（「文學界」掲載）以来、史上3度目であった。
一方、1995年になって最初のバージョンも出版されることになり、タイトルに「私家版」をつけて作品社から刊行され後に角川書店で文庫化された。ストーリーの大筋に違いはないが、エピソードが増えて各キャラクターの描写がより細かくなっているのが特徴である。こちらにしか登場しない人物もいる。

## 登場人物
以下、「※」が後ろについた人物は、フルネームは映画版のみの設定。

### バンドのメンバー
藤原竹良（ふじわらたけよし）
主人公。あだ名は「ちっくん」。バンドのリーダーであり、リードボーカルとサイド（リズム）ギターを担当。観音寺の高校（原作では香川県立観音寺第一高等学校）に通う男子学生。陰気ではないがやや内向的な性格でクラスでは地味な存在。高校入学時点では丸刈りだったが、ロックに目覚めてからは髪を伸ばした（原作では3年生の文化祭コンサート時に富士男から「このおカッパの」と紹介されている。映画版ではそこまで伸ばしていない）。クラスは、1年6組(静夫に初めて会った時)でその後3年10組(文化祭ライブの富士夫のメンバー紹介)となる。
音楽に関してはヴァイオリンを少し弾けるようで『ホフマンの舟歌』を弾いているシーンがある。またロックに目覚める前は、「ポップス(歌謡曲)は若い人だけが聞くもの。年を重ねても楽しめるクラシックこそが一番」という考え方だった。
異性やセックスに対しての興味はあるものの、思春期の男子にしては奥手な方であり、恋にも鈍感である。これについてはその道の権威である（と竹良が勝手に思っている）富士男から心配されている。映画版では、複数の女子生徒と取っ替え引っ替えキスするシーン（妄想）が出てくる。
本作品は彼の回想記という体裁を取っており、映画版でもナレーションを務める。
合田富士男
寺の息子。バンドではサイドボーカルとベースを担当。髪型は丸刈りで、頭のつむじが中心から著しく偏った位置（原作では左、映画版では右）にあるのが特徴。社交的で会話術に長けており親しみやすい人柄ゆえに同級生から相談を受けるなど人望もあるが、話す内容や話し方が少々雑である。クラスはその後3年10組になり、竹良とは3年間同じクラス。
寺の仕事を手伝っているため檀家の大人とも顔見知り。丸刈りにしているのも寺の仕事が理由。日常的にスクーターに乗っており、原作では檀家の法事で飲酒する描写もある（法事の参列者から「お酒も強い」と言われている）。僧侶の息子であるが清廉潔白などではなく、時には友人のためにウソをつくこともある（この方法で引地めぐみに清一をあきらめさせた）。
趣味は将棋と成人誌収集（いわゆるエロ本だが、本人は「エロチックマガジン」と称している）。バンドには将棋部を退部して加入した。ちなみに家の仕事以外にも株をやっており、金には困っていないとのこと。
白井清一
魚屋の息子。バンドではリードギターを担当。またメンバーの音楽的支柱でもある。色白で黒縁眼鏡を掛けており、細身の体が特徴。元々軽音楽部に所属していたが、退部しようとした日にたまたま部室を訪れた竹良からバンド結成の誘いを受けてメンバーとなる。竹良と出会った時には既にベンチャーズの『ドライビングギター』のさわりをギターで弾ける程の技術があった。クラスは、その後3年5組となる。
バンド名である『ロッキング・ホースメン』の名付け親。洋楽ロックに目覚めたきっかけは姉の影響。本人によると音痴で歌は苦手とのこと。基本的には大人しく無口だが、意外と友情に厚い面も持っており、姉がギターを買い与えようとしたのを竹良との約束を優先してバイトして買うと言って断ったり、巧の初恋を成就させるため積極的に支援するなどしている。
岡下巧
練り物屋の息子。バンドではドラムを担当。ニキビ面。元はブラスバンド部で大太鼓を担当していた。楽器が買えるまでは、別のもの（原作では「机や、クッキーの空き缶や、段ボール箱をうまく組み合わせて」とあり、映画版では金盥や桶などを組み合わせた機材）をドラムセットに見立てて練習していた。クラスは、その後3年8組となる。
あだ名は、「明石のタコ」。由来は名前の「たくみ」を音読みにして「おかしたこう」、その響きが似ているという理由で呼ばれている（原作では、富士男が言い出したのではないかと竹良が記している）。引っ込み思案で気が弱くいつもおどおどしており、竹良以上に冴えない存在。バンド加入前に竹良と富士男から呼びだされた時もカツアゲされるのではないかと勘違いした。メンバー内では一番異性に無縁と思われていたが、ハプニングで恵美子とキスしたことがきっかけで一気に恋に目覚める。
原作ではバンド加入の頃から髪を伸ばしはじめ、「一年生の終わりごろ」には「三つ編みにできるくらい」になったと記されている。この設定は映画版では踏襲されなかった。
谷口静夫
あだ名は「しーさん」。『ロッキング・ホースメン』が結成してしばらく経ってから（原作では竹良と同じクラスになった2年生の連休明けと記されている）、自ら竹良に声をかけて仲良くなりバンドメンバーと共に行動するようになった。楽器は弾けないが、得意な機械の知識と技術を活かし、竹良に手作りのアンプを作ったのを皮切りに音響や裏方のサポート役となり、バンドの名誉メンバーの称号を受けた（原作では合宿用に電気アンプを製作したことでこの称号を贈られている）。クラスは1年1組。
比較的裕福な家庭（原作では寝具店）の息子。広い自室は大きなスピーカーのついたステレオや趣味の機械など色々なもので溢れている。将来は大学の工学部を出てエンジニアになるのが夢。

### 竹良の家族
藤原孝行※
竹良の父。工業高校の生物科の教師。少々変わり者だが人柄は真面目で朴訥としている。
趣味は俳句だが、竹良によると他の人がパッと聞いてもよく分からないような前衛的な俳句を作る。実は杉基が生まれる前に第一子に長女・なでしこがいたが、肺炎により幼くして（原作では「2歳になる前」）亡くしている。なでしこを含めて3人の子の名付け親で独特のセンスを持っている。
藤原絹江※
竹良の母。主婦業の傍ら、空いた時間に近所の女性などに茶道と華道を教えている。竹良曰く「しゃんしゃん手早く流の家元」。丁寧さよりも雑談をしながらも手早くささっと教えるのがモットー。キビキビした性格と言えば聞こえがいいが、単純に面倒くさがりで手間のかかることが苦手。
若い頃は学校で家庭科の教師をやっており、孝行ともここで出会い職場結婚した。
藤原杉基（ふじわらすぎもと）
竹良の兄。原作では4歳年上。子どもの頃、母親に「（姓名の響きが両方苗字のような）藤原杉基は嫌じゃ！」と改名を直訴したことがある。東京の大学の理学部に在籍しており、一人暮らしをしている。原作では大学卒業後にアメリカに留学し、その後九州の大学で数学を教えていると紹介された。研究分野は群論とのこと。映画版では大学生であることは明示されていない。冒頭で竹良が弾いているヴァイオリンは、元々杉基のものである。高校生の頃家族に隠れてギターの練習をしていて、『ジャンバラヤ』を弾いているがあまり上手ではない。竹良たちにギターのストラップやドラムのスティックをプレゼントしており、それ以来演奏時に使われている。竹良の大学受験に際しては、勉強法をアドバイスする手紙を送った。

### バンドメンバーの家族
白井美貴※
清一の姉。姉御肌で気持ちのいい性格。周囲からは「男まさりのちゃきちゃき」を理由に「兄ちゃん」と呼ばれ、頼りにされている。原作では清一とは7歳離れているが、仲が良く弟想い。原作では終始「兄ちゃん」とのみ表記されている。
洋楽が大好きで多数のレコードを所持しており、彼女は清一にとって「ポップミュージックの先生」。特に好きな曲は、ナット・キング・コールの『ザ・ロンリー・ワン』と『ネイチャー・ボーイ』。また洋画鑑賞も趣味だが『ヨーロッパの夜』や『491』などの「いやらしげな映画」は看板を見ただけで「げえが出そう（吐きそう）になる」という理由で見ない。男優ではグレゴリー・ペックやバート・ランカスター、女優ではオードリー・ヘプバーンとクリスティーネ・カウフマンがお気に入り。
原作ではバンド結成記念にグヤトーンのアンプをプレゼントしており、その感謝として「名誉メンバー」の称号を贈られている。
白井清太郎※
白井鮮魚店『魚清』を経営している。
白井志乃※
清太郎や美貴とともに店を切り盛りしている。
合田得士（浄信）
富士男の父で寺（浄泉寺）の住職。浄信は法名。寺の仕事もある程度できるようになった富士男に信頼を寄せ、自身の代わりに法事などの仕事を任せている。基本的には温和な人物だが、竹良たちが富士男の部屋でおこなったバンドの練習に対しては「お前ら、（やかましいから）ええ加減にせぇ！」と激怒している。
のちに一部檀家から「息子さん（富士男）がエレキ（ロック）ばかしやんじょんやて」とか「坊さんが不良になってしもた」と噂されるようになり、寺での練習を禁じた。
岡下喜久江※
巧の母。練り物屋を経営しており、ムメや従業員たちと日々練り物作りに勤しむ。夫は既に亡くなっており母子家庭。巧がロックに興味を持ち始めた当初は冷ややかな反応を示すも、熱心に練習する息子に考えを改める。
岡下ムメ
巧の祖母。高齢を感じさせない元気な人物。映画版では、冷たい飲み物を好む彼女に喜久江が体を心配して温かいお茶を勧めるが、頑なに拒否する場面がある。孫である巧を溺愛しており、何かにつけ「うーちーの、たーくみーがなあ」と言うのが口癖。原作での竹良の紹介だと、「神仏ならなんでも拝む」信心深い女性で、巧が幼い頃にその子守をしながらうちわ太鼓を叩いていたという。
谷口悦子
静夫の妹。上品で物静かな女の子。クッキー作りが得意。映画版では竹良たちにそれぞれの担当楽器の形に焼いたクッキーを差し入れした。原作では静夫の2歳下で、竹良たちが3年生の時に観音寺一高に入学したと記されている。

### 竹良の高校の関係者
内村百合子
竹良が高校1年時のクラスメイトで隣の席だった。竹良曰く「ファン第一号」。竹良が描いたギターの絵を気に入り、自身のノートに同じ絵を描いてもらった。巧と石川恵美子の件では、バンドメンバーに協力して連絡係を務めたりした。竹良曰く「ゲラ子」（よくしゃべる子）。
羽島加津子
百合子の親友で、ともに「ちょくちょく練習を見にくる」関係。石川恵美子の件では百合子とともに協力した。竹良によると百合子同様「ゲラ子」。映画版では楽器・レコード店「神戸屋」の娘という設定になっている。西郷輝彦のファン。
唐本幸代（とうもとゆきよ）
竹良の同級生。原作では2年生の頃に百合子・加津子と親しくなり、彼女たちに比べて「無口でおとなしい感じがする」と記されている。3年の夏休みの終盤に突然、水着と二人分の弁当を持って竹良の家を訪れて海水浴デートに誘った（「高校最後の夏の思い出を作りたい」と富士男に相談して実行したもの）。
映画版では天真爛漫で無邪気な性格に描かれている。原作では百合子・加津子と合わせて「三人娘」「三人組」と表記され、この三人は「ウエスト・ビレッジ」の開店イベントに招待されたり、文化祭の時にコンサートのポスターを制作したり、差し入れを持ってくるなどバンドメンバーと親しい間柄として設定されている。
引地めぐみ
竹良の同級生。清一に好意を寄せており、バイト帰りや自宅前で待ち伏せするなど今で言うストーカーのようなことをしている（富士男に相談した結果の行動）。白井の兄ちゃんいわく「八百屋お七のような女の子（おなごのこ）」。
良家の御令嬢の如く、服・靴・リボンなど全身真っ白なファッションに身を包み、いつも白い小型犬（スピッツ）を連れている。
百合子たちの言葉によれば「ホルモンの出し過ぎ」で「女（おなご）くさ過ぎ」ているため同級生の女子生徒からはあまり良く思われていない。
富士男が彼女に清一を諦めさせるため、「竹良と清一は同性愛じゃ」と吹き込んだ際、「あんじゃる～～（讃岐弁で「気持ちが悪い」という意味）！！」と叫んで、「つばを吐きながら 帰って行きよった」とのこと。その後、様々な恋愛事件を引き起こした後に成人後の同窓会では、市内のスナックに彼女のキープボトルが置いてあり、「あんじゃる～」と言われる事もなく、竹良とデュエットした事が明かされている。映画版では、高校時代から約20年後に3人の男の子の母親となり、“観音寺の夜の女王”の異名で呼ばれている。河出書房文庫版によると、映画版でデュエットしている男性は原作者の芦原すなお（ゲスト出演）である。
石川恵美子
巧の2年生時のクラスメートで初恋相手。偶然巧とぶつかり、その拍子にキスをする形になってしまう（原作では校内の廊下、映画版では八幡宮の祭）。しかしその時の状況を聞いた富士男によると「それは事故じゃ！キスと違う」と言われている。同級生によると三田明が好きとのこと。このため、『ロッキング・ホースメン』のメンバーは『美しい十代』を覚えてバンドの練習や「ウエスト・ビレッジ」の開店イベントに誘ったが、ついに応じなかった。3年生の文化祭コンサートには姿を見せている。映画版では、その後結婚して2児の母になる。
鳥尾光友
第二軽音楽部で竹良たちの1年後輩。竹良たちが3年生のときに、文化祭のコンサートで生徒会に便宜を図らせるという富士男の思惑により生徒会長に立候補させられ、これまた富士男の工作により当選した。原作のみの登場。
1年生の女子生徒
竹良と巧が高校最後の文化祭前日に出会ったファンの女の子。「明日がんばってください」と激励する。原作では考古学クラブに所属。
伊藤昌江（棚口京子）
竹良たちが3年生の時の生徒会副会長。文化祭前夜の点検中に誤って非常ベルを押してしまう。映画版では名前が「棚口京子」に変更された。
寺内先生
竹良の高校の英語教師。原作では竹良の2年生の時の担任。大阪の外語大卒業で、地元出身。「仮定法はウソ、直説法はホンマ」といった「明快に益荒男ぶりの英語」を教える。知人の結婚式（後述の通り、原作と映画版では設定が異なる）の宴席で、酔って「銀座九丁目水の上」（神戸一郎）を歌い踊っている最中に突如暑さを訴えて苦しみだし、「暑くて息ができん！」という断末魔を残して急逝した（時期は原作では2年生の6月、映画版では3年生の文化祭前の秋）。富士男によると元々心臓が弱かったとされる。妻帯者で(映画版では、竹良は寺内の葬儀の日まで結婚の事実を知らなかった)、原作では入れ歯も使用している。過去に進駐軍で仕事をしていた関係でもらった洋楽の楽譜を亡くなる直前に竹良にプレゼントした。映画版では、時代背景的にまだまだロックバンドには偏見もある中、竹良たちのバンド活動にも比較的寛容な態度を見せ、竹良たちにバンドを部活動（第二軽音楽部）にするよう提案し、その顧問になっている（これらの設定は、原作では後述の佐藤先生のエピソード）。
桃子先生
竹良の高校の音楽教師。映画版のみの登場。寺内から密かに好意を寄せられているが気づいていない。映画版では竹良が1年生の頃に職員室で寺内の斜め向かいの席に座っており、ある時寺内が「長崎の女」を口ずさんだ所に居合わせ微笑えましく聞き入る。
佐藤先生
竹良の高校の音楽教師。原作のみの登場。「芸大出の江戸っ子教師」で、ジャズバンドでサクソフォーンを演奏していた経歴も持つ。練習場所に困っていた竹良に、『ロッキング・ホースメン』を部活にする提案をして校内の練習場所を世話し、第二軽音楽部の顧問にもなっている（話が出た時期は竹良が2年生の「夏休み明けの、ある日の授業のあと」と記されている）。文化祭コンサートのときには終わったあとメンバーに「よかったぞ！」「驚いたよ、ほんとに。大したやつらだな、君たちは！」と称賛した。
臼田（臼井）先生
竹良の高校の社会科教師。原作では竹良が1年生の時の担任。姓は原作が「臼田」、映画版が「臼井」。原作では髪を伸ばし始めた竹良に「どこのへんど（乞食）の子ぉぞ？」と冗談を言い、映画版ではロックに夢中で授業に集中していない竹良（百合子のためにギターの絵を描いていた）を注意する。後に高校の文化祭では前日から泊まりがけで準備する竹良たちを見まわりに来るなど応援している。
川崎先生
竹良の高校の数学教師。原作のみの登場。原作では、竹良はこの先生の授業中に百合子の求めに応じてギターの絵を描いたが、生徒の方には向かずに授業していたため、注意は受けなかった。
岩田峰男先生
竹良の高校の社会科（世界史）教師。原作のみの登場で、寺内先生の後任で竹良のクラスの担任となる。一時期、竹良の父と同じ学校に勤めていたことがある。
小川民吉先生
寺内先生の後任の英語教師。竹良の母を女学校で教えていたことがある。原作のみの登場。

### 横森農機（イナダ農機）の関係者
竹良と清一が1年生の夏休みに楽器を買う資金稼ぎのアルバイトをした農機具工場の人物。会社名は原作が「横森農機」、映画版が「イナダ農機」。
吉田工場長
バインダー工場長。富士男の寺の檀家で、その伝手でアルバイトを世話した。工員から「残業王」（映画版では「残業王子」）と言われるほど仕事が趣味のような人物。エネルギッシュで威勢がよく、仕事中は工員たちに大声で怒鳴っているが怖い人ではない。原作では年齢の見た目は「五十恰好」と記されている。
伊藤倫胤（いとうみちたね）
工員で原作では「24、5歳」の「小柄の一見さえない感じの人」と記されている。趣味はバタコ（オートバイ）と女。女を買いに行くため、オートバイに乗って讃岐山脈と四国山地を越えてはるばる高知まで足を運んでいるという（原作では本人の弁、映画版では同僚の話）。映画版では年頃の男子である竹良がまだ女性を知らないことについて「讃岐男の恥ぞ」などと言っている。オートバイに乗った姿は原作では竹良の想像にとどまっているが、映画版では工場にそれで通勤している描写がある。原作ではタバコはエコーを吸っている。
少年工員
竹良が受け持った仕事の前任者で、原作のみの登場。竹良に休み時間にしきりにタバコ（わかば）を勧め、竹良は「断り切れなくて」二、三度吸ってみたと記されている。また竹良とよくキャッチボールもした。
タイヤ取り付けセクションの工員
竹良の後工程を担当。原作のみの登場で「あんちゃん」と表記され、竹良が納品数を増やしても表情を変えないので「花曇りの空みたいな顔」と表現されている。休み時間のキャッチボールに加わることがあり、そのときは笑顔を見せていた。中学時代は野球部のエースだったという。

### その他の主な人物
田中和夫
冷凍食品会社の下請けを営む27、8歳の男性。白井鮮魚店とは顔見知り。原作では「これからの西讃岐の産業の中心は水産加工じゃ」という口癖から「水産加工」というあだ名で呼ばれている。映画版では「田中水産加工の若旦那」という設定になっている。清一の姉（美貴）とつきあっており、会うといつも口ゲンカをしながらも結構仲はいい。原作では美貴（原作にはこの名前はない）との結婚式を1968年5月に挙げることが決まったと記されている。
羽島三郎※
楽器・レコード店の「神戸屋」を経営。原作では「神戸屋の親父」とのみ記されており、氏名や具体的な人物描写は登場しない。映画版では加津子の父という設定となり、加津子によるとギターなどの楽器を仕入れたがなかなか売れないことをボヤいているという。
西村義治
スナック「ウェスト・ビレッジ」のマスター。愛称は「よっさん」。原作では農機具店から転業してスナックを開店した。田中和夫と知り合いで、その伝手からクリスマスの日に合わせた開店イベントとして、『ロッキング・ホースメン』にデビュー演奏会の場を提供した（原作ではシャンデリアの納品遅れから、12月26日に実施となっている）。イベント終了後に竹良たちにマイクスタンドを2本プレゼントしている。
ウェストビレッジマドンナ
「ウェスト・ビレッジ」の看板娘。映画版のみの登場。紺色の服を着て髪をアップにしている。来店した客を案内しては、もてなしている。

### その他
夢の怪人
竹良が作品の冒頭で見た夢の中に出てきた怪人。原作では容貌は「黒衣の怪人」「うちの仏壇の奥に掲げた阿弥陀さんの絵を想わせる顔」とのみ記されている。映画版では頭はスキンヘッドで体は全身黒い毛のようなものに覆われており、胸のあたりにドクロをつけている。人並みの大きさから巨大化する。原作では受験直前、「バンドゆかりの地の巡礼」の途中で見た夢にも登場している。
夢の恋人
竹良が見た夢の中に出てきた竹良の架空の恋人。同じく夢に出てきた怪人に捉えられ、竹良に助けを求める。原作では「薄い絹のブルーのターバンをつけた」と記され、映画版ではディズニー映画の『アラジン』に登場するジャスミンのような水色を基調としたアラビアン女性の服を着ている。
新郎
映画版における桃子の結婚相手で、竹良が高校3年生の「文化祭前の秋」に祝言をあげた。
祖谷渓の土産物店主とおかみさん
原作のみの登場。竹良たちが合宿の際、練習を眺めていた。その後、メンバーが夕食を作るため店まで薪を分けてもらいに行ったときには、最初「不良ではないか」と疑い、富士男がうまく対応したものの、ずっと以前からプロパンにしているとの理由で薪はないと返答した。
たもっつぁん
原作のみの登場。祖谷渓で合宿した付近の居住者。「いまだに薪で風呂を焚く」と土産物店主に教えられて家を訪ねた竹良たちに、妻が薪と水蜜桃を提供した。
おじさんとおばさん
竹良たちが渓谷でバンドの練習をした場所近くに住んでいる人。映画版のみの登場。自然に囲まれた村に似つかわしくないバンドの騒音に雷が落ちたとびっくりして家から飛び出した。
宣伝カーの運転手
映画版のみの登場。作中では橋幸夫や黛ジュンなど1960年代に人気のあった邦楽歌手の歌謡ショーの宣伝のため、ヒット曲をかけながら助手席に座る娘と二人で町内を回っている。自動車は三菱・ミニカを使用。
助手席の娘
宣伝カーの車に乗っている女の子。映画版のみの登場。ちなみに初登場から2年後の場面では、自身で車を運転している。作中では何度か数秒単位で登場しているが、アップショットで映るのはラストに近いワンカットぐらいである。

### 竹良たちのバンド
高校には軽音楽部自体はあったが、活動内容がロックとは無縁の曲ばかりを演奏する部だった。それを知らない竹良がロックがやりたくて入部しようとしたが、不満を持って退部を決めていた部員の清一とともに自分たちでバンドをやることを決意。
竹良が同級生たちと4人で結成し、その後静夫が途中から加わり5人で活動する（ただし静夫はバンドの裏方的なメンバー）。バンド名は、話し合いの末『ロッキング・ホースメン』に決まる。由来は「ロックをやる騎兵たち」と「ロッキングホース(子供が乗って遊ぶ揺り木馬)」という洒落も交えて名付けられた。
2年生頃（原作では二学期）に「第二軽音楽部」として部に昇格した。原作では3年生の4月に1・2年生が9人ほど入部し、部らしくなったと記されている。ただし、2年生はフォーク・ソング、1年生はグループ・サウンズのコピーと音楽の指向は全く異なり、楽器の貸し借りや技術的な相談程度の関係だった。
バンドでは主に洋楽ロックのカバーを演奏しているが、作中では石川恵美子を巧に振り向かせるために彼女が好きな邦楽歌謡曲も演奏している。

## 逸話
- 本編で使われている1960年代のロックサウンドは、「テケテケ（サウンド）」と通称されているが、原作タイトルでは『デンデケデケデケ』としている。原作者の芦原によるとパイプラインのギターの音に「テケテケ」という表記ではもの足りない、よりヘビーな感じのする「デンデケデケデケ」という雷鳴のような響きを重視してつけられた[5]。
- 芦原は登場人物と同年代だが、高校時代は音楽活動は行っておらず、ロックバンドを結成した友人たちを羨望の目で眺める立場であった。この小説でその願いをいわば実現した。本作品のバンドはその友人たちがモデルになっている。
- 直木賞受賞後に、芦原はかつて高校時代に音楽活動をしていた友人たちと作中と同名のバンド「ロッキングホースメン」を結成し、定期的に活動を行っている。

## 他メディア展開

### 映画版
ロケ地は香川県立観音寺第一高等学校とその周辺地域で、ほぼ全編が観音寺市をはじめとする四国で撮影されている。
原作の文章を生かしたナレーション、言葉遊びの映像化、テンポの速い場面転換などの演出技法が特徴である。ロックをはじめとする当時の音楽も多数作中で使用されている。
大林映画としては珍しく、女性ではなく、男子高校生を主人公とした作品である。
ストーリーはおおむね原作に忠実であるが、以下のような点が異なる。
- 原作では夏休みになっているバンドの合宿をロケの時期の関係で冬休みにしている。このほかにもエピソードの入替などが一部ある。
- 人物の設定が一部変更されている。特に岸部一徳演じる寺内先生に関して多く、『ロッキング・ホースメン』に校内の練習場を確保したり第二軽音部の顧問になるのは原作では別の先生（佐藤先生）である。また、寺内先生が式の最中に急死する結婚披露宴の場面は、原作では寺内の縁者（妻の姪）が花嫁であるのに対し、映画版は同僚の女性教師（桃子先生）が花嫁となっている。

2001年4月にパイオニアLDCからDVDが発売され、原作者と監督による対談が収録されている。
監督の大林が死去して半年後の2020年10月に、観音寺市の広報誌『広報かんおんじ』は追悼特集「デンデケデケデケは鳴り止まない」を掲載、この号は2020年度の香川県広報コンクールの広報紙部門で最優秀賞を受賞した。

#### キャスト
- 藤原竹良：林泰文、野口桂史（少年時代）
- 合田富士男：大森嘉之
- 白井清一：浅野忠信
- 岡下巧：永堀剛敏
- 谷口静夫：佐藤真一郎
- 藤原孝行：ベンガル
- 藤原絹江：根岸季衣
- 藤原杉基：尾美としのり、北澤龍将（少年時代）
- 藤原なでしこ：島正子
- 白井美貴：水島かおり
- 白井清太郎：尾藤イサオ
- 白井志乃：入江若葉
- 合田浄信：日下武史
- 岡下喜久江：田根楽子
- 岡下ムメ：田畑伊音
- 谷口悦子：滝本琴美
- 内村百合子：原田和代
- 唐本幸代：柴山智加
- 羽島加津子：梶原阿貴
- 引地めぐみ：滝沢涼子
- 石川恵美子：高橋かおり
- 1年生の女子生徒：高橋夏樹
- 棚口京子：太刀原香
- 寺内先生：岸部一徳
- 桃子先生：小林かおり
- 臼井先生：大久保了
- 校長先生：伊豆肇
- 教頭先生：綾田俊樹
- 田中和夫：天宮良
- 羽島三郎：前田武彦
- 西村義治：安田伸
- ウェストビレッジマドンナ：石田ゆり子
- 吉田工場長：河原さぶ
- 伊藤倫胤：佐野史郎
- 夢の怪人：大前均
- 夢の恋人：浅野愛子
- 新郎：勝野洋
- 祖谷渓のおじさん：槙啓州
- 祖谷渓のおばさん：原ひさ子
- 宣伝カーの運転手：奥村公延
- 助手席の娘：南野陽子
- 武田：小栗香織
- 横森信江：馬場弘美
- 京子：太刀原香
- 今村：田谷淳
- 客：ゲルシー

#### スタッフ
- 監督・編集：大林宣彦
- 脚本：石森史郎
- 音楽：久石譲 - 第16回日本アカデミー賞最優秀音楽賞
- 美術：薩谷和夫
- 映画ポスターの原画：野口久光
- 撮影：萩原憲治
- セカンドユニット監督：小中和哉、小松隆志
- 音楽プロデューサー：笹井一臣
- 演奏指導：エド山口
- special thanks：小松久、林ゆたか、ケントスグループ
- プロデューサー：大林恭子、小出賀津美、福田慶治

#### 劇中曲
ここでは、映画本編に登場する曲をストーリーに沿って順に記載。曲名及び歌手名は主にエンドロールから。実際の歌手本人たちによる音源が使用されているものには、ここでは曲名に続けて★で表記。
- 「パイプライン」（Pipeline）★
作中では、ベンチャーズの曲として取り上げられている。元は1963年にサーフ・ロック・バンドのシャンテイズが発表した曲。
クレジットタイトルでベンチャーズの映像と共にこの曲が流れるほか、作中で竹良たちのバンドが何度か演奏する。
- 「ホフマンの舟歌」
作曲：オッフェンバック
高校入学前の春休みに、竹良が自室で杉基のヴァイオリンで弾く。
- 「アイル・ビー・ホーム（英語版）」（I'll Be Home）★
1956年にパット・ブーンがカバーした曲とされる。
上記の曲をヴァイオリンで弾いた竹良が、直後に自室のラジオでこの曲を聴く。
- 「祖谷の粉挽き唄」
徳島県の民謡。
竹良が道路を隔てて「神戸屋」のショーウィンドウにあるエレキギターを見ていると、宣伝カーがこの曲をかけながら目の前を通り過ぎる。
- 「ロック・アラウンド・ザ・クロック」（Rock Around the Clock）★
1954年にビル・ヘイリー＆コメッツが発表した曲。
竹良が自室のラジオでこの曲をかけ、一緒に歌いながら机に向かって何かをしている。
- 「ドライビング・ギター」（Driving Guitars）
ベンチャーズの曲。
軽音楽部に所属する清一が、出会ったばかりの竹良から「ちょっと音を聴かせてくれん？」と頼まれ、持っていたギターで演奏する。
- 「福知山音頭」
京都府の民謡。
清一の部屋でこの曲のレコードを見つけた竹良が、「誰のコレクション？」と尋ねるシーンで使われる。
- 「しゃぼん玉飛んだ」★
童謡。作詞：野口雨情、作曲：中山晋平、唄：岩田さちこ
自宅の仏壇を前に絹江が竹良に、亡くなった長女・なでしこの思い出話を語るシーンで使われる。
- 「カー・クレイジー・キューティ」（Car Crazy Cutie）★
ロック・グループのザ・ビーチ・ボーイズが1963年に発表した曲(アルバム「リトル・デュース・クーペ」)。
ある日竹良が、自室のラジオでこの曲をかけながら出かける準備をする。
- 「ウーリー・ブリー（英語版）」（Wooly Bully）★
1965年にサム・ザ・シャム・アンド・ザ・ ファラオス（英語版）が発表したとされる曲。
竹良と清一がイナダ農機でバイトするシーンで使われる。
- 「慕情」（Love Is a Many-Splendored Thing）★
元は1955年の同名映画でナット・キング・コールが歌唱した主題歌だが、本作品ではポップス・ヴォーカル・トリオであるレターメンのカバーが使われている。
清一への恋をあきらめためぐみの、約20年後までの恋愛模様のダイジェスト映像で使われる。
- 「あなたまかせの夜だから」
作詞：青江ひとみ、作曲：野村旬平／原曲は、1971年に大木英夫と二宮善子がデュエットした曲。
約20年後のめぐみが、男性（原作者）とカラオケでこの曲をデュエットする。
- 「美しい十代」★
作詞：宮川哲夫、作曲：吉田正／1963年に三田明が歌唱した曲。
竹良と清一が自転車で橋を渡るそばを宣伝カーがこの曲を流しながら走り抜ける。またその後恵美子のために巧がこの歌を練習する。
- 「バラ色の雲」★
作詞：橋本淳、作曲：筒美京平／1967年にヴィレッジ・シンガーズが歌唱した。
竹良たちが「神戸屋」で楽器を購入し持って帰るために自転車に乗せる作業中、前の道を宣伝カーがこの曲を流しながら通り過ぎる。
- 「パサディナのおばあちゃん」（The Little Old Lady “from Pasadena”）★
1964年に男性デュオであるジャン&ディーンが発表した曲。
竹良たちが、楽器購入後にバンドで初練習をすることになりウキウキしながら練習場所に向かうシーンで使われる。
- 「潮来笠」★
作詞：佐伯孝夫、作曲：吉田正／1960年に橋幸夫が歌唱した曲。
竹良たちが富士男の自宅で初めてちゃんとした楽器でバンド練習を始めようとする頃、寺の前の道を宣伝カーがこの曲を流しながら走り抜ける。
- 「ウォーク・ドント・ラン」（Walk, Don't Run）“急がば廻れ”
原曲は、ジョニー・スミスが作曲した曲を1960年にベンチャーズがサーフ・アレンジしてヒットした曲とされる。
富士男の父からお経の邪魔になるため他所で練習するよう叱られた竹良たちが、空き地に移動してこの曲を練習する。
- 「ダイアモンド・ヘッド」（Diamond Head）
原曲は、1965年にベンチャーズが発表した曲。
上記の後練習場所を探す竹良たちが、電気灯籠から電源を借りて緩やかな階段（琴弾八幡宮の境内）でこの曲を演奏する。
- 「長崎の女」★
作詞：たなかゆきを、作曲：林伊佐緒／1963年に春日八郎が歌唱した曲。
職員室で寺内が竹良に洋楽の楽譜をプレゼントした後、「若い頃は外国のものがよく見えた時期もあったが、今は洋楽より日本の歌の方が好きになった」と言って、この歌を口ずさむ。また、寺内と桃子が学校の階段の踊り場のシーンで春日の音源が使われる。
- 「モナ・リザ」（Mona Lisa）★
元は1950年の映画「別働隊」でナット・キング・コールが歌唱した主題歌だが、本作品ではマントヴァーニ・オーケストラの演奏が使用されている。
竹良が初めて谷口家に遊びに行った時など、静夫の部屋のシーンで数回使われる。
- 「いとしのパオラ」（Dolce Paola）★
1965年にサルヴァトール・アダモが歌唱した曲。
竹良たちがバンド練習のため祖谷渓に訪れ、テントを張るシーンで使われる。
- 「ノッポのサリー」（Long Tall Sally）
原曲は、1956年にリトル・リチャードが発表した曲。
竹良たちが渓谷で夜に火を焚きながらこの曲を練習する。
- 「ソフトリー・ソフトリー」（SOFTLY SOFTLY）★
ザ・ナック（1960年代のバンド）（英語版）[10]が歌唱した曲。
竹良たちが祖谷でくすぐりあってから、眠りに落ちたシーンで使われる。
- 「さらばピアノよ」
竹良たちが高校2年に進級した春頃、高校の音楽室のピアノで桃子がこの曲を弾く。
- 「夏の思い出」
作詞：江間章子、作曲：中田喜直／1949年にNHKのラジオ番組で歌われ、その後広まった曲とされる。
竹良たちのバンドが高校の第二軽音楽部として練習場所を半分使えることになり、コーラス部員がこの歌を練習する中彼らがコーラス部の部室に機材を運ぶ。
- 「悲しき願い」（Don't Let Me Be Misunderstood）★
1964年にニーナ・シモンが歌唱した曲で、本作品ではカバーであるアニマルズの音源が使用されている。
巧が人づてに恵美子にバンドの練習を見に来るよう誘い、その返事の手紙を彼が読むシーンで使われる。
- 「チェッチェッチェッ」
作詞：佐伯孝夫、作曲：吉田正／原曲は、1964年に橋幸夫が歌唱した曲。
部室でのバンド練習に女子生徒たちを集めて竹良が歌う。
- 「あなたでなければ」（I Don't Want to Walk Without You）★
1961年にジョニー・ソマーズ（英語版）が歌唱した曲。
恵美子の結婚後のエピソードで使われる。
- 「ジャンバラヤ」（Jambalaya“On The Bayou”）
原曲は、1952年にカントリー歌手のハンク・ウィリアムズが発表した曲。
久しぶりに帰省した杉基が、竹良からエレキギターを借りて「高校時代にこっそり練習していた曲」としてアンプなしの状態でうろ覚えで弾き語りする。
- 「ラウンチー（英語版）」（Raunchy）★
1957年にビル・ジャスティスが発表した曲。／ビリー・ヴォーン楽団による演奏が使われている。
スナック「ウェストビレッジ」でのクリスマス・開店イベントの当日、準備中のシーンで使われる。
- 「ジングルベル」（Jingle Bells）
世界的に有名なクリスマスソング。
クリスマスの日のスナック「ウェストビレッジ」の開店イベントでバンドデビューすることになった竹良たちが演奏する。
- 「ヒッピー・ヒッピー・シェイク」（Hippy Hippy Shake）
原曲は、1959年にチャン・ロメオ（英語版）が発表した曲。
上記と同じく竹良たちが演奏する。
- 「オー・プリティ・ウーマン」（Oh, Pretty Woman）
原曲は、1964年にロイ・オービソンが発表した曲。
上記と同じく竹良たちが演奏する。
- 「センチになってよ」（I'm Getting Sentimental Over You）★
トミー・ドーシー楽団によって1932年に発表された曲。／ビリー・ヴォーン楽団による演奏が使われている。
上記のイベントで客たちが帰った後竹良が店のマスターと会話するシーン、続けて孝行と釣りに行くシーンで使われる。
- 「軍艦マーチ」
作曲：瀬戸口藤吉の日本の軍歌。この曲には歌詞もあるが、本作品では曲のみの音源が使われている。
孝行と絹江が教師時代と思われる学校の運動会で、学生たちに混じって2人が参加した二人三脚の競技中に流れる。
- 「シーサイド・バウンド」
作詞：橋本淳、作曲：すぎやまこういち／原曲は、1967年にザ・タイガースが歌唱した曲。
竹良が高校3年生になった頃、グループサウンズに憧れる下級生のバンドが軽音楽部の部室で演奏する。
- 「ジョニー・B・グッド」（Johnny B. Goode）
原曲は、1958年にチャック・ベリーが発表した曲。
ある雨の日に寺を借りて、文化祭で演奏する曲として竹良たちが演奏する。また、本作品のエンドロールでは文化祭のステージで歌う竹良たちの演奏シーンが流れる。
- 「渚のデイト（英語版）」（Follow the Boys）★
1963年にコニー・フランシスが発表した曲。
高校3年生の夏休みの終わりかけに、幸代が藤原家に訪れるシーンで使われる。
- 「歌を忘れたカナリヤ」
作詞：西條八十、作曲：成田為三／1947年に日本の童謡「かなりや」から題名が『歌を忘れたカナリヤ』と改められ、唱歌となった。
幸代を待たせている間に竹良が海に出かける準備をしながら、この歌の一部を口ずさむ。
- 「ボーイハント」（Where the Boys Are）★
1960年にコニー・フランシスが発表した曲。本作品では日本語歌詞によるものが使用されている。
竹良と幸代が海で泳ぐシーンで使われる
- 「恋のハレルヤ」★
作詞：なかにし礼、作曲：鈴木邦彦／1967年に黛ジュンが歌唱した曲。
竹良と幸代が砂浜に訪れた同時間帯に、この曲をかけながら宣伝カーの運転手と娘が休憩または仕事終わりに海水浴場に訪れる。
- 「けんかでデイト」（First Quarrel）★
1963年にポールとポーラ（英語版）が発表した曲。
幸代との海水浴デートを終えて竹良が帰宅し、玄関先で絹江と会話するシーンで使われる。
- 「銀座九丁目水の上」
作詞：藤浦洸、作曲：上原げんと／1958年に神戸一郎が歌唱した曲。
桃子の結婚式の食事の席で酒に酔った寺内が踊りながら歌う。
- 「フォーティ・デイズ」（Forty Days）★
1955年にチャック・ベリーが発表した"Thirty Days (To Come Back Home)"を、1961年にクリフ・リチャードがカバーしタイトルを変え発表した曲。（アルバム”21 Today"）
竹良が文化祭の前夜から泊まり込みで準備するため、自宅から自転車で学校に向かうシーンで使われる。
- 「ラ・マルセイユ」
フランスの国歌
文化祭当日、体育館の壇上でフランスの物語らしき演劇の出し物が催され、何かの罪を犯した女の役を演じるめぐみがギロチンにかけられるシーンで使われる。
- 「太陽の彼方に」（Movin'）
1964年にアメリカのロック・バンド、アストロノウツが発表した曲。
文化祭のステージに上がった竹良たちがパイプラインの演奏の後、続けて演奏する曲。
- 「アイ・フィール・ファイン」（I Feel Fine）
1964年にビートルズが発表した曲。
文化祭のステージで富士男がバンドのメンバー紹介をした後竹良たちが演奏する。
- 「高校三年生」★
作詞：丘灯至夫、作曲：遠藤実／1963年に舟木一夫が歌唱した曲。
1968年(竹良が高校3年生)の2月に宣伝カーの娘がこの曲をかけながら自ら運転する車で観音寺駅前で一旦停止した所　偶然駅にいた竹良と一瞬目が合う。

#### 主なロケ地
- 香川県
  - 観音寺市一帯
  - 三豊郡高瀬町（現・三豊市）
    - 高瀬町公民館 - 文化祭のコンサートを撮影

  - 三豊郡豊中町（現・三豊市）
    - イナダ農機工場 - アルバイト先として

  - 仲多度郡琴平町
    - JR琴平駅 - 観音寺駅として
- 徳島県
  - JR小歩危駅- 合宿に向かう場面。四国交通のボンネットバスも登場。
- 愛媛県
  - 伊予三島市（現・四国中央市）
    - 中の川河原キャンプ場 - 合宿場面

  - 川之江市（現・四国中央市）
    - 火葬場 - 寺内先生の葬儀の場面

#### 製作

##### 映画化まで
原作が賞を受賞すると複数の映画化企画が寄せられた（篠田正浩も映画化を希望していたという）。それらはいずれも田舎ではやれないと、舞台を湘南など首都圏か京阪神に移したり、「しーさん」を女性に変更してヒロインとするといった大幅な改変を伴うものであった。大林は全く知らないところで、CMで付き合いのあったホリプロの笹井英男プロデューサーが、大林には無断で「大林さんが原作通りに観音寺でやろうと言っています」と芦原に勝手に約束した。芦原は以前から大林映画が好きで、この申し出を聞いた時、飛び上がりそうになるほど喜んだ。しかし大林は芦原から「尾道ではないですね!?」と不安がられたため「大丈夫、観音寺です」と約束し、可能な限り原作に忠実な映画化を提案、これを芦原が了承して映画化が実現した。原作者である芦原の故郷に対する愛着を大林が快く思ったことがこの合意の背景にあったとされる。芦原は「これほど優しいまなざしで撮られた映画はほかにないとしみじみ思う」と述べている。
2006年に香川県高松市で開催された「さぬき映画祭」でのトークショーで語られたところによれば、松竹も原作者に企画書を提示しており、それは舞台を湘南に移したもので、監督には、新人の朝原雄三が起用されることとなっていた。なお、その場に同席していた朝原は、「後から考えれば、大林監督で映画化されて良かった」と語っている。加えて大林によると映画化の際、「原作と同じ観音寺弁だと意味がわかりにくいから標準語にしたい」また当時日本で「テケテケサウンド」と言えば「湘南」、「加山雄三」のイメージがあったとのことで「舞台を湘南に変えて映画にしませんかと申し出を受けた」とのこと。しかし、大林が「そんなことをやるから日本映画はダメになるんだ。観音寺弁がいい、観音寺弁はとてもチャーミングだ。舞台も変える必要はない」などと言ってその申し出を断わったという。大林はたくさんの尾道映画や古里映画を作ったが、方言は映画の一部に限られ、全編その土地の方言で作った映画は実は本作品1本のみである。

##### 撮影準備
ロッキングホースメンのメンバーのうち、楽器が出来たのは白井清一役の浅野忠信だけで、他の3人は楽器未経験。大林監督からは「練習しといて下さい」としか言われず。助監督からも「とりあえず音は違う音を使うかも知れないんで、形だけはせめて何とかして下さい」と言われた。しかし監督は自分たちの音で演奏して拍手してもらえるぐらいになって欲しいと思っているだろうなと、皆で話し合って撮影の1ヵ月半ぐらい前から練習を始めた。スタッフに頼み、東宝スタジオを借りて週3のペースで練習を始めたが、なかなか上達せず。バンドメンバーは監督に喜んでもらえるぐらいまで演奏レベルを上げたいと大林に相談し、毎日練習して特訓を受けることになった。それで演奏指導をエド山口に頼んだ。しかしある程度は上達はしたが、ロッキングホースメンの生音を使用するのはムリという判断がなされ、完成版に撮影終了後、監督の大林からの要請により、演奏場面の全曲に対しエド山口・小松久・太田収他のメンバーでアフレコをおこなった。この時大林からは「下手にやって」などの指導があったという。
大林は若い俳優陣に「観音寺の女学生を観音寺弁でナンパできるぐらいになりなさい」とクランクイン1ヵ月前に俳優を観音寺に送り込んだ。

##### キャスティング
主役の林泰文は、映画デビュー作だった『野ゆき山ゆき海べゆき』から本作品で大林作品6本目。『野ゆき山ゆき海べゆき』では「特別よくはないけど悪くもないし、ちょっと気になる。最後の一人まで残ったからしょうがない」という理由で抜擢され、『漂流教室』時には高校受験の勉強中で役者は続けるつもりはなかったが「オーストラリアロケだぞ」などと言われ出演を承諾。本作品の製作時には大学の経済学部2年在学中で、株式や証券関係に興味が出てその方面に就職を考えていたときだった。しかし大林がバンドメンバーの写真を組み合わせ、「林が竹良になんないと、はまらない。しょうがないからお前やってくれ」と口説かれた。本作品で第16回日本アカデミー賞新人俳優賞を受賞し、賞状に書かれた「あなたの今後の映画界での活躍を期待します」という文面を見て「もう迷わない。役者をやっていこう」とようやく決意が出来たという。
先述の「さぬき映画祭」のトークショーには、女優の高畑淳子も同席している。高畑によると「青春デンデケデケデケが映画化されると聞き、主人公の母親役には、香川県出身で方言にも対応できる自分を起用してほしいと、大林監督に手紙を出したが返事はなかった」というエピソードを語った。
南野陽子は歌手活動を休止した20代半ばに本作品の観音寺市ロケを単身で訪れ「炊き出しでもいいから映画の撮影に参加させて欲しい」と当地へ長期滞在し、スタッフの夜食作りの手伝いなどをした。南野がエキストラで映っているシーンがある。当時の文献には「ナンノはテレビドラマをキャンセルまでしてスケジュールを調整し、付き人もなしに一人でロケ現場の高松（原文ママ）に来た。しかし撮影がかなり遅れていて、スタッフが『申し訳ないけど2、3日待ってほしい』と頼んだ。映画界ではよくあることだったが、ワガママで名を轟かすナンノは相当な剣幕で怒り、『帰ります！』と言って聞かず、大慌てでスタッフが必死の説得を試みたが、結局帰った。ロケ現場の滞在は1時間そこそこだった」と書かれたものがある。これが縁で1998年の「三毛猫ホームズの黄昏ホテル」（テレビ朝日）や2001年の『マヌケ先生』に出演している。
白井清一役の浅野忠信は、2020年4月の大林の訃報を受け、自身のtwitterに「大林宣彦監督 ありがとうございました 一緒に映画を撮った日々を忘れません」というコメントを、白井を演じた際の写真とともに掲載した。

##### 撮影
大林は「原作に書かれていることは一行足りとも外すまい。全部絵にしてやろう」という気概で撮影に臨んだ。このため大林は現場でシナリオではなく、原作本を手に演出をやっていたという。
リアリティを高めるため、屋外シーンを中心に16mmカメラを3台用意し、リテークなしで同時に回し続けるという手法が取られた。照明も自然光を利用した。こうして撮影された大量のフィルムの編集作業は5ヶ月にも及んだという。
セカンドユニットの監督として参加した小中和哉は「大林監督が『青春にリハーサルなし、NGなし』をモットーにスタッフに段取りも無しにいきなり本番を始め、台詞を言い間違えようがお互いのカメラが入ろうが1シーンを最後まで撮り、全てOK。カメラポジションを変えてそれを何度も繰り返す。まともな画作りをさせてくれない監督にスタッフの不満が溜まり、現場は大混乱に陥った。ラッシュを見ても不自然な影が出ていたり構図も決まらない。その膨大なラッシュを大林監督は半年かけて編集し、それまで誰も見たことのなかったライブ感溢れる（記録的なカット数の）作品を作り上げた。スタッフは完成作品を見てようやく監督が目指していたことを理解することになるのだけれど、現場ではこれでいいのかと疑心暗鬼に駆られていた。そんな中でも自分の意志を貫く大林監督の姿を見て、僕は新しいことに挑戦する困難さと監督に求められる意志の強さを教えてもらった」などと述べている。
ロケの多くが観音寺で行われたことから、地元では観光客向けにロケ地マップも作られた。ただし、撮影から長い年月が経過して、再開発や建て替えで当時の建物が残っていない場所もある（参考：）2008年には、ロッキングホースメン最初で最後の晴れ舞台の場面で使用された（ただし外観のみ）、観音寺第一高校旧体育館が取り壊された。
現在のJR観音寺駅舎は1963年の建築で、作品の舞台となる時代にはすでに存在していたが、雰囲気を出すためにより古い駅舎の残る琴平駅を観音寺駅として撮影した。また、作中に登場する列車の気動車（キハ58系）はJR四国のカラーに塗り替えられているが、後にJR四国は同車の一部を国鉄時代の色に塗り直している。
作中に登場する「神戸屋」のモデルとなった実在の楽器店「大阪屋」（オオサカヤ）は現在も観音寺市内中心部で営業している。「日の出コーラ」のモデルは、当時アサヒビールが販売していたコーラ飲料「アサヒコーラ」と推測される。
作中に使用されたギター、ベースはグヤトーンが、ドラムセットはPearlが当時生産していた製品を特別に再現、製作したものを使用している。
映画の冒頭部のスタッフクレジットの場面でザ・ベンチャーズが特別に出演、スタジオでのライブシーンが撮影されている。後に作者の芦原すなおがベンチャーズのメンバーと会談した時に「(原作の)英語訳はされないのか？」「次はシャドウズの小説でも書くんじゃないかい？」と言われたと、1992年のザ・ベンチャーズ日本ツアーのパンフレットで語っている。

#### エピソード
当地出身のミュージシャン・宇賀啓祐は、帰郷して本作品の制作を手伝い根岸季衣と知り合った。帰京後に根岸が宇賀のライブを訪ね、一緒に音楽活動を始めて、これが縁で結婚している。

#### 作品の評価
野沢尚は「1992年度のベストワン。スーパー16を使い、全編ノーライト、手持ちで撮影したという全体の八割は、まさにあの頃の、身内のプライベート・フィルムを見ているようだった。未成年の未成熟な日々を、ザラザラした画面による未整理なタッチで描いた。これが凄い。『はるか、ノスタルジィ』と比べると、同じ監督がここまで手法を変えて文学作品を料理していることに感嘆する。大林宣彦は、ただの『愛の伝道師』ではない、凄腕の料理人だ。シナリオ学校の教え方からすると、不必要なナレーションが多いと理論先行型の先生なら注意されるだろうけど、摩訶不思議なあの頃の妄想状態を、いとも簡単に、単純に、映像化している。作法も無視し、作り手も登場人物たちのヤンチャぶりに寄り添うようにして、ああじゃこうじゃ、と映像を駆使する。クライマックスでは、画面のそれまでのザラつきが消え、緻密な色調になる。おそらくここからは35ミリのフィルムなのだろう。夢心地の青春の日々をザラザラとした粗い粒子で描き、夢から醒めた退屈な日常をサラサラと丹念に描く。映画はそれまでの超テンポが嘘のように、ゆったりと落ち着く。このラスト30分がツライという人もいるが、全然そうは思わない。18歳の日常は本来、漫然と過ぎてゆく時間なのだ。青春の極みが過ぎると、あの頃の熱狂なんて実は存在しなかったような白茶けた錯覚に陥るものなのだ」などと評している。

### 漫画版
ポプラ社の隔月刊漫画雑誌「ピアニッシモ」で2007年7月号より連載が開始された。作者はサダカネアイコ。讃岐弁の台詞などはそのまま生かされている。2008年4月に最初の単行本が刊行された。

### 舞台版
2007年3月に、東京の「ル テアトル銀座」で上演された。主演はQuestion?で、主人公の竹良役は米村大滋郎が務めた。ほかに寺島咲、田島令子らが出演。

## 続編
芦原は「ちっくん」の大学進学後からの人生を主題とした『デンデケ・アンコール』を2021年に書き下ろしで刊行した（作品社）。キャロルの登場を見てミュージシャンを断念したちっくんが、年を経て再び音楽の世界に戻る姿が描かれている。これらの内容には芦原自身の経験も反映されている。